# 316741 Janefletcher
316741 Janefletcher este o planetă minoră (asteroid) din centura de asteroizi. A fost descoperită pe 17 noiembrie 1998 la La Palma de Alan Fitzsimmons⁠(d). 
Obiectul prezintă o orbită caracterizată de o semiaxă mare de 3,1670987143671 UAi, o excentricitate de 0,17, o înclinație de 25,9 ° în raport cu ecliptica.